# Halictus propinquus
Halictus propinquus är en biart som beskrevs av Smith 1853. Halictus propinquus ingår i släktet bandbin, och familjen vägbin. Inga underarter finns listade i Catalogue of Life.